# Катюша (монумент)
«Катю́ша» — мемориал, входящий в «Зелёный пояс Славы». Сооружён в 1966 году на возвышенности рядом с деревней Корнево Всеволожского района Ленинградской области, где в 1941—1943 годах дислоцировались зенитные части, прикрывавшие Дорогу жизни.
Архитекторы Л. В. Чулкевич, П. И. Мельников, А. Д. Левенков, инженер Л. В. Изъюров, Г. П. Иванов. В 1967 году создатели мемориала получили премию ВЛКСМ.
С 1995 года деревня Корнево является частью посёлка Романовка.
Мемориал представляет собой пять 14-метровых стальных балок, установленных на бетонном основании под углом к горизонту и символизирующих знаменитую реактивную установку. Надпись на гранитной стене гласит:
1941—1943 Эти грозные годы запомни
Здесь проходила Дорога Жизни
Мужеством храбрых спасен Ленинград
Павшим героям бессмертная слава
Через мемориал проходит трасса ежегодного международного зимнего марафона «Дорога Жизни».